# Always (Lied)
Always ist ein Lied von Atlantic Starr aus dem Jahr 1987, das von David Lewis, Jonathan Lewis und Wayne Lewis geschrieben wurde. David und Wayne Lewis produzierten auch den Song, der auf dem Album All in the Name of Love erschien.

## Geschichte
Im Text des Liedes äußert sich ein Paar in Form des Lyrischen Ichs über ihre Erkenntnisse und Erlebnisse aus ihrer Liebesbeziehung.
Die Veröffentlichung des R&B- und Popsongs war am 27. März 1987, in den Vereinigten Staaten und Kanada wurde das Lied ein Nummer-eins-Hit.
In dem Film Gregs Tagebuch 2 – Gibt’s Probleme? und dem Videospiel Karaoke Revolution Party konnte man den Song hören.

## Musikvideo
Im Musikvideo trägt die Band selbst den Song vor, dabei spielt in der Nebenhandlung des Clips ein Paar die Hauptrolle. In der Nebenhandlung werden verschiedene Situationen des Paares beleuchtet: unter anderem ihre Kindheit, Konfliktsituationen und Unternehmungen zu zweit.

## Kommerzieller Erfolg

### Chartplatzierungen
| ChartsChartplatzierungen       | Höchstplatzierung | Wochen |
| ------------------------------ | ----------------- | ------ |
| Vereinigte Staaten (Billboard) | 1 (22 Wo.)        | 22     |
| Vereinigtes Königreich (OCC)   | 3 (16 Wo.)        | 16     |

| ChartsJahrescharts (1987)      | Platzierung |
| ------------------------------ | ----------- |
| Vereinigte Staaten (Billboard) | 14          |
| Vereinigtes Königreich (OCC)   | 25          |

### Auszeichnungen für Musikverkäufe
| Land/Region                  | Auszeichnungen für Musikverkäufe (Land/Region, Auszeichnung, Verkäufe) | Verkäufe |
| ---------------------------- | ---------------------------------------------------------------------- | -------- |
| Vereinigtes Königreich (BPI) | Silber                                                                 | 250.000  |
| Insgesamt                    | × Silber ·                                                             | 250.000  |

## Coverversionen
- 1992: Lisa Lisa and Cult Jam
- 2001: Big Mountain
- 2006: Method Man (4 Ever)